# Dealey Plaza

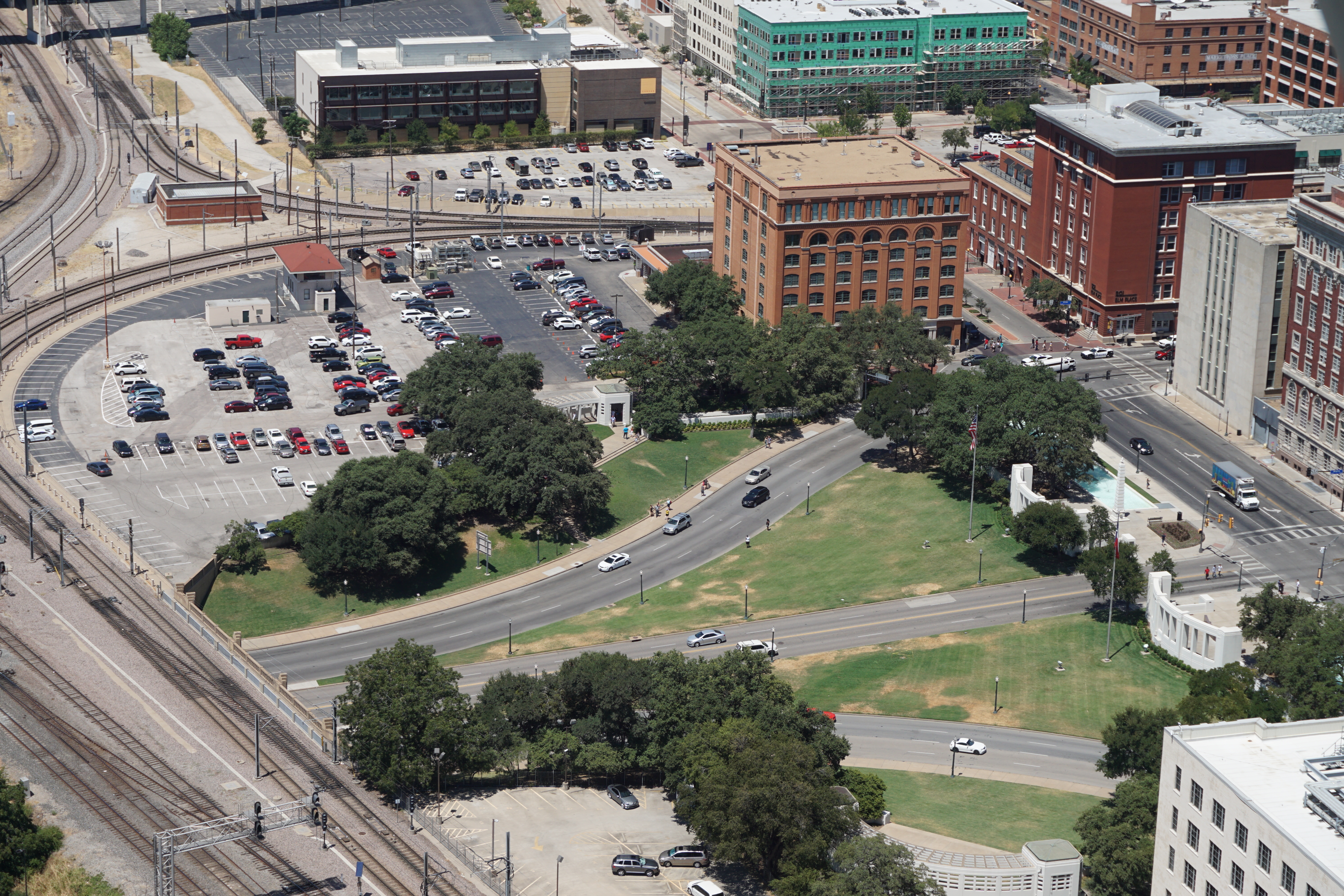
Dealey Plaza 2015, sedd från Reunion Tower. Den orangea byggnaden är Texas School Book Depository.

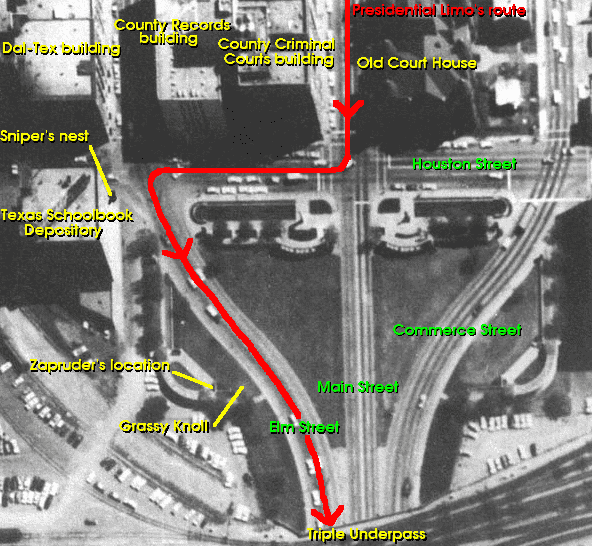
Färdvägen för president Kennedys bilkortege den 22 november 1963.

Dealey Plaza är en stadspark i centrala Dallas i Texas och utgör den plats där president John F. Kennedy mördades den 22 november 1963. Dealey Plaza blev 1993 National Historic Landmark.
Parken, som stod färdig 1940, är uppkallad efter George Bannerman Dealey (1859–1946), mångårig utgivare av The Dallas Morning News och ägare av A.H. Belo Corporation. Vid parken sammanstrålar Elm Street, Main Street och Commerce Street.